# UltraStar
UltraStar ist ein kostenloses und quelloffenes Karaokeprogramm im Stil von SingStar, das von Patryk Cebula entwickelt wurde.

## Spielprinzip
Der Nutzer hört das Lied und bekommt gleichzeitig den Text und einen Balken angezeigt, der Tonhöhe und -länge vorgibt. Ein farbiger Strahl zeigt an, wie man selbst singt und ob man gerade den Ton getroffen hat oder daneben lag. Für die getroffenen Töne gibt es Punkte, die nach Ende des Liedes addiert werden. Je nachdem, wie gut ein Nutzer war, erhält er am Ende einen Status zwischen „Amateur“ und „Rising Star“. In UltraStar können auch eigene Songs importiert werden.

## Derivate
Wie bei vielen anderen Open-Source-Projekten auch existieren mehrere Derivate des Programms. Nennenswert sind vorwiegend UltraStar Deluxe, Performous und Vocaluxe.